# Heraclia contigua
Heraclia contigua là một loài bướm đêm trong họ Noctuidae.